# Хайнрих Вьолфлин
Хайнрих Вьолфлин (на немски: Heinrich Wölfflin) е швейцарски историк и изкуствовед.

## Биография
Роден е на 21 юни 1864 г. във Винтертур в образовано швейцарско семейство. Баща му е специалист по античността и един от съставителите на Thesaurus Linguae Latinae – справочник тезаурус по латински език.
Вьолфлин следва философия в Базелския университет и Университета „Фридрих-Вилхелм“ в Берлин, а след това и история на изкуството в Мюнхенския университет.
През 1886 г. е отпечатан дисертационният му труд (на немски: Prolegomena zu einer Psychologie der Architektur). В същата година Вьолфлин заминава за Италия, а през 1888 г. публикува труда, резултат от това двегодишно пътуване, първата си прочута книга – „Ренесанс и барок“ (на немски: Renaissance und Barock).
Най-известните му книги са „Класическото изкуство“ (1898, „Die Klassische Kunst“) и „Принципи на историята на изкуството“ (1915, „Kunstgeschichtliche Grundbegriffe“).
Сред учениците му е Ернст Гомбрих.
Умира на 19 юли 1945 г. в Цюрих на 81-годишна възраст.

## Трудове
- Prolegomena zu einer Psychologie der Architektur, München 1886 (online Архив на оригинала от 2014-11-29 в Wayback Machine.). Neuausgabe: Mann, Berlin 1999, ISBN 3-7861-1775-6.
- Die Jugendwerke des Michelangelo, München 1891 (online).
- Renaissance und Barock: eine Untersuchung über Wesen und Entstehung des Barockstils in Italien, München 1888 (online).
- Die klassische Kunst: Eine Einführung in die italienische Renaissance, München 1899.
- Die Kunst Albrecht Dürers, München 1905.
- Kunstgeschichtliche Grundbegriffe: Das Problem der Stilentwickelung in der neueren Kunst, München 1915 (2. Auflage 1917 online).
Основни понятия на историята на изкуството, София: Български художник, 1985, 270 с.

- Das Erklären von Kunstwerken. E.A. Seemann, Leipzig 1921 (Bibliothek der Kunstgeschichte 1)
- Die Bamberger Apokalypse, um 1930 (online).